# Jörg Dallmann
Jörg Dallmann (* 8. října 1979 Erfurt, NDR) je bývalý německý rychlobruslař.
V roce 1998 poprvé startoval na Mistrovství světa juniorů, ve Světovém poháru závodil od roku 2000. Zúčastnil se Zimních olympijských her 2006 (1500 m – 37. místo, stíhací závod družstev – 7. místo). Na Mistrovství světa 2008 získal s německým týmem bronzovou medaili ve stíhacím závodě družstev. Sportovní kariéru ukončil po sezóně 2010/2011.